# Joë Jaunay
Joë Jaunay (Druye, 31 maggio 1919 – Versailles, 30 gennaio 1993) è stato un allenatore di pallacanestro francese.

## Carriera
Ha guidato la Francia a quattro edizioni dei Campionati europei (1965, 1967, 1971, 1973).